# Satriani Live!
A Satriani Live! Joe Satriani gitáros 2006-os koncertlemeze, amit a Red Ink adott ki. A koncertfelvétel 2 lemezes DVD-n is megjelent, amit ugyanakkor adtak ki, mint a koncertlemezt, vagyis 2006. október 31-én.

## Számok

### CD-1
Az összes számot Joe Satriani írta:
1. Redshift Riders – 8:38
2. The Extremist – 3:40
3. Flying in a Blue Dream – 4:46
4. Cool #9 – 8:02
5. A Cool New Way – 10:00
6. Satch Boogie – 5:18
7. Super Colossal – 4:17
8. Just Like Lightnin' – 5:00
9. Ice 9 – 4:28
10. One Robot's Dream – 8:02

### CD-2
1. Ten Words – 3:35
2. The Mystical Potato Head Groove Thing – 7:36
3. The Meaning of Love 4:59
4. Made of Tears – 10:23
5. Circles – 9:49
6. Always with Me, Always with You – 9:43
7. Surfing with the Alien – 7:48
8. Crowd Chant – 3:14
9. Summer Song – 9:11

## Közreműködők
- Joe Satriani – gitár, szájharmonika, billentyűs hangszerek
- Galen Henson – gitár
- Dave LaRue- basszusgitár
- Jeff Campitelli – dobok

## Külső hivatkozások
- Hivatalos oldal (angolul)